# ごきんじょ冒険隊
『ごきんじょ冒険隊』（ごきんじょぼうけんたい）は、1996年5月24日に日本のパイオニアLDCから発売されたスーパーファミコン用のロールプレイングゲーム。
ゲーム開発はスーパーファミコン版『バウンティ・ソード』を手掛けたI.T.Lによるもので、脚本を黒田洋介が、キャラクターデザインを漫画家の須藤真澄がそれぞれ担当。また、須藤真澄による同名のコミックが竹書房から発行されている。コミック版とゲーム版は平行展開であり、どちらかを原作としているわけではない。なおコミック版の連載開始は『まんがくらぶ』平成7年7月号で、発表されたのはコミック版の方が先であるが、ゲームの開発はコミック版連載開始の1年以上前から始められている。

## 概要
プレイヤーは幼稚園年長の少女となり、主として彼女の生活する「ごきんじょ」で起こるさまざまな事件を仲間たちと解決していくこととなる。初めのうちは主人公のライバルなどが起こすどことなく可愛らしい事件がほとんどであるが、シナリオが進むにつれてこのゲームの大ボスと言えるものの存在が次第に明かされていくことになる。

## システム
このゲームのシステムは非常に独特である。1つのシナリオは1週間で区切られており、月曜から土曜が育成モード、日曜が冒険モードという形を取っている。

### 育成モード
このゲームには「経験値」の概念が存在せず、キャラクターの能力向上は育成モードによってまかなわれる。他に戦闘敗北後に行われる「特訓」も存在する。

#### 基本的事項
育成で向上する能力は以下の8つ。なお、ヒットポイントはどの能力を伸ばしても同じように伸びていく。
- ちから
攻撃力に大きく影響する。
- スタミナ
防御力に大きく影響する。
- 器用さ
攻撃力と素早さに影響する。
- 幸運
「勇気爆発」（クリティカル攻撃すなわち「会心の一撃」）の出現率・攻撃の命中率と回避率・サッカー仮面J（後述）の登場確率に影響する。
- 会話
戦闘時の説得の成功率に影響する。
- 賢さ
防御力と素早さに影響する。
- 魅力
素早さと戦闘時の説得の成功率に影響する。
- 闘志
攻撃力・防御力・素早さ・「勇気爆発」の出現率に影響する。

育成モードでは「おはなし」「おゆうぎ」「おひるね」「こうさく」「たいそう」の5種類の授業があり、それぞれ特性がある。
- おはなし
ニュアンスとしては国語の授業に近い。会話と賢さが向上する。
- おゆうぎ
音楽に合わせてダンスを踊る。スタミナと魅力が向上する。
- おひるね
昼寝をする。幸運と魅力が向上する。
- こうさく
積み木を使った立体造形の授業。器用さと賢さが向上する。
- たいそう
映像では走り込みをやっているようである。ちからとスタミナが向上する。

#### 流れ
月曜日から水曜日と、木曜日から土曜日までがそれぞれ1セットとなっており、上記5つの授業のどれを選ぶかを決定する（つまり1週間で2種類の授業を受けることができる）。その後、仲間の中で授業に参加させたい者を選び、さらに育成の効果を向上させるアイテムを持っている場合はそれの使用の有無を決定する。そうすると授業が開始される。
授業を受けるのは主人公と選んだ仲間ともう1人（参加しないこともある）の計2～3人である。「もう1人」が選ばれる際には、選んだ仲間との相性・好きな授業か否か・憧れの職業（プレイヤーが選択可能）といった要素が考慮されて決まる。
授業には成功・失敗があり、その結果は1日ごとに変わってくる。失敗時は成功時のおよそ半分しか能力が上がらない。また、「闘志」のパラメーターは授業に参加した者の全てが授業に成功した時のみ向上する。

### 冒険モード
日曜日は「ごきんじょ」やダンジョンなどを冒険する日である。まず起き抜けに主人公が母親から「お小遣い」という形でお金をもらい、冒険に向かうことになる。仲間たちを連れて行きたいときは主人公の自宅の前の空き地に存在する「秘密基地」（セーブ・ロードもここで行う）で拾うことになる。一度にパーティーに加えられるのは主人公を含めて3人までである。なお、フィールド画面では各個人独自の「特技」を使うことができる。
冒険モードではイベントがあればそれを解決するのが目的となる。しかし、主人公の能力によってはイベントが起こらないこともありうる。イベントが会話と戦闘によって展開していく点は他のRPGと同様である。しかし、戦闘システムもまたこのゲーム独特のものとなっている。

#### 戦闘
フィールドをうろつく敵と接触すると戦闘になる。戦闘が始まると「たたかう」「せっとく」「にげる」の1つの行動のうちどれかを選ぶことになる。
「たたかう」では普通に戦闘が始まる。システムとしては一般的RPGといった趣であるが、ここで特筆すべき点はマジックポイント(MP)に相当するパラメーターが存在しない点である。魔法に相当する「必殺技」はヒットポイント(HP)を消費することによって発動する。その代わり、ヒットポイントは戦闘が終了するたびに全回復する。
戦闘に勝利するとバイヤー（後述）との交換用アイテム（「モンスターの牙」など）が手に入る。また、アイテムなども手に入ることがあるが経験値やお金は手に入らない。
主人公のヒットポイントが0になると敗北となり、特訓を受けて攻撃力・防御力・素早さのいずれかを向上させ、再度同じ敵に挑むことになる。
「せっとく」はこのゲーム独特のコマンドである。説得を仕掛けることによって戦闘を終わらせたり、アイテムを敵からもらったりできる。しかし、失敗すると先制攻撃されてしまうので注意が必要である。ラスボスを除いて、成功率は低いもののボスにも効果がある。

## 主な登場キャラクター
このゲームは会話を楽しむことを主眼に置いて作られているため、主人公から端役に至るまで個性が比較的分かりやすいのが特徴である。

### 主人公と仲間たち
まな（名前は変更可能）
本ゲームの主人公である少女。「ぱいおにあ幼稚園」の年長組。苗字は「斉藤」。表記の詳細およびファーストネームの漢字表記は不明。黒髪のおかっぱ頭で典型的幼稚園児といった見た目。雑誌編集者である父、童話作家である母、小学生である兄との4人暮らし。ペットとして猫の「ゆず」を飼っている。神様を見ることができたため、神様に頼まれて「ごきんじょ」の平和を守ることとなった。性格は「よいこ」で正義感が篤く、人をひきつける魅力を有する。ただし、あるイベントを除いて全くセリフはない。感情は表情の変化によって表現する。兄の友人であるひろしに対して恋心を抱いており、彼にほめられると心拍数が跳ね上がる。戦闘では高位でバランスの取れた能力を武器に主軸として活躍する。必殺技も攻撃、回復、補助と一通りこなせる。特技は「ダッシュ」（フィールドでの高速移動）。なお、漫画版では内気で臆病な少女として描かれている。
シクシク（名前は変更可能）
最初にまなの仲間となる少年で、まなとは幼稚園の同級。「シクシク」はあだ名（ななこが名付けたらしい）である。やや肥満体型。スポーツ用品店を経営する父、主婦と思われる母との3人暮らし。ペットとしてワニの「ワニこ」を飼っている。気弱で泣き虫な性格で、よくななこにいじめられていた。が、まなと行動を共にすることによって勇気を出せるようになる。それでもよく目に涙をためることは変わらない。戦闘では防御力はやや高いものの攻撃が弱い。必殺技は補助系が多い。特技は「ダンジョン脱出」（特定のダンジョンから抜け出せる）。漫画版でも基本的な性格は変わらない。
やわら（名前は変更可能）
まなと同級の少女で、展開によっては仲間にならないこともある。「やわら」はファーストネームらしい。高めに縛ったポニーテールで、化粧をすれば某アイドルの代役が務まるほどの美少女。いつも柔道着を着ている。オンボロ柔道場を経営する父親と2人暮らし。母親は貧乏に耐えかねて逃げ出したことが、あるイベントで明らかになる。腕力に頼みがちな性格であるが実際体力抜群であり、戦闘中心に冒険を進める際は非常に頼りになる。必殺技も体を張ったものが多いがノリは柔道というよりむしろ総合格闘技。特技は「ドスコイ」（障害物などを押して動かせる）。漫画版では言葉遣いが異なる。
ドクター（名前は変更可能）
まなと同級の少女で、展開によっては仲間にならないこともある。三つ編みとメガネが特徴的で、頭身がやや高い。いつも白衣を着ている。人語理解と発明の能力を持つ猿「サリー」を飼っているものの、両親を探して各所を転々としているために幼稚園児ながら1人暮らし（なお、父親の居場所は終盤で明らかになる）。名前にたがわぬ天才的な頭脳を持ち、ややツッコミ色の強い性格をしている。サリーによるとIQ180とのこと。戦闘では発明品を応用した戦いを中心とし、メカ相手に強みを発揮するが体力面で不安がある。特技は「フックロープ」（特定の場所で使うと溝などを越えられる）。漫画版では父親が行方不明になっているような描写は見られない。
ロレンス（名前は変更可能）
6月の下旬にまなたちが通っている幼稚園に転入してくる少年。本名はロレンス・F・さがみおおのという。ハーフである（父は日本人。母はフランス人らしい）。金髪碧眼。大規模な貿易商を営む父と母、執事、メイドと共に、ロケットも装備した移動可能な豪邸に住む。ボケタイプで、かなり面白い言動とナルシストな性格を持つ。初回の登場ではやわらに一目ぼれをし、ななこの怒りを買っていた。戦闘では妨害系の技を中心に戦うがあまり役には立たない。特技は「ロレンスカー」（執事の運転する車を呼ぶ。車に乗っている間は敵とエンカウントしない）。漫画版では単行本のキャラクター紹介には載っているが、本編には登場しない。
ななこ
まなと同級の少女。苗字は渡部。ファーストネームの漢字表記は不明。桃色で緩くウェーブのかかった長髪にリボンを結ぶ。父親は大企業「ワタベグループ」を経営している。母親は既に他界しており、兄弟もいない。ペットとして猫の「マルガリータ」を飼う。滑舌が悪く、話し方が赤ちゃん言葉気味なのが特徴。わがままかつ生意気な性格で、ある意味ステレオタイプ的な「お嬢様」。当初は父親に作ってもらった「ななこメカ」を駆使してまなたちにちょっかいを出しまくっていたが、終盤父親が最終ボスに利用されたことに激怒してまなたちの仲間に加えてもらう。能力的にはまなにかなり近いものがあり、装備・特技（ダッシュ）も同じである。漫画版では終盤に転入生として登場する。
ゆず（名前は変更可能）
まなの飼っている猫で、キジトラの雄。イベントの終了時などにプレイヤーとゲーム世界をつなぐ役割も担う。冒険ではまなたちについて行き、戦闘にも参加するが、役に立つ行動を取ることもあれば意味のない行動を取ることもある。また、フィールド画面ではぐれた時にお金などを拾ってくることもある。モデルはキャラクターデザインを担当した須藤真澄がかつて飼っていた同名の猫（2005年1月16日に他界）。
神様
まなにごきんじょの平和を守ることを依頼した張本人。仙人のような老人といった雰囲気。パーティーの入れ替えやセーブ・ロードを行うが、「忘れっぽい」ので上書きセーブしかできない。基本的に秘密基地から出てこないがたまに外にでてきたりもする。漫画版では出てこない。キャラクターデザインを担当した須藤の漫画作品『アクアリウム』に外見がそっくりなキャラクターが登場する。
サッカー仮面J
自称「愛と勇気のV戦士」。ヘルメットにサッカーボールがあしらわれている。イベントでまなたちを助けに登場する。それ以降は戦闘中にまなのHPが下がると一定確率で助けに入る。戦闘では彼専用アイテムである「カード」やキック技を駆使してまなたちを助けてくれる。展開によっては彼の正体が示唆されることも。
サッカー仮面JJ(ダブルジェイ)
展開によってはサッカー仮面Jのピンチに現れ助けに入るもうひとりのサッカー仮面。

### 周囲の人々
まどかママ
まなの母親。癖毛をポニーテールにしており、結構グラマー。豪快な性格。職業は童話作家で、締め切りと戦いつつワープロに向かう（担当編集者からの評価は9月を除けば月が進むごとに下がっているようである）。しかし、まなたちがイベントを終わらせると「もうすぐ夕飯」などと言いつつ、工事中のビルの屋上、海の真ん中、果ては過去の世界など、どこにいても必ず迎えに来る恐るべき行動力の持ち主。料理のレパートリーはそこそこあるようである。
しゅん
まなの兄。小学生。サッカー好きで結構やんちゃだが、テストのことを気にしたりなど彼なりに悩みつつ小学校生活を送っているようである。アイドル・伊集院なるみのファンでもある。妹のまなには突き放した態度を取りがちだが基本的には妹思いで、意外な形でまなたちに関わっていたことがあるイベントで明かされる。
かおるパパ
まなの父親。痩身でメガネをかけている。雑誌編集者をしていて、家ではよく眠そうにしている。日曜になると橋に佇んでいることが多い。
シクシクパパ
シクシクの父親。彼の経営するスポーツ用品店ではシクシクの武器と育成アイテムを売っている。
シクシクママ
シクシクの母親。シクシクを痩せさせたような風貌で、涙もろいところも似ている。家事がやたら几帳面。
ワニこ
シクシクの飼っている雌のワニ。シクシクに対しては飼い主に対する愛情を超越したものを持っているようである。
やわらパパ
やわらの父親で、柔道場「スーパー柔道センター」の師範。ただ柔道場の経営はあまり上手く行っていないようである。まなたちを弟子たちと戦わせてくれ、倒すとやわらの武器や防具をくれる。
おヨネばーさん
まな・ななこの武器を販売している駄菓子屋を経営している。やわらの母親が逃げたことが判明するイベントから、やわらの母親の母親にあたることが明らかに。やわらパパに対しては「許したわけではない」と発言するなど結構複雑な事情がある様子。
サリー
ドクターのペットの猿。性別不詳。人語を解し、クズ鉄を使うことでドクターの武器や防具を作る能力を有する。
ロレンスパパ
ロレンスの父親。貿易商を経営する中年紳士風の男性。家にロケット（イベントでは息子救出の役に立つ）を仕込むなど機械好きの一面も持つ。
ロレンスママ
ロレンスの母親。白人女性。宝塚のファンらしく、よく「らららら〜」と言っている。彼女の作ったクロワッサンとカプチーノを摂ると、トイレが近くなるらしい。
パーカー
ロレンスの家で執事兼教育係を務める老人。ロレンスのことを多少過保護気味ながら温かく見守る。
マリアン
ロレンスの家のメイド。微妙にコケティッシュな雰囲気を持つ。ロレンスの武器を売っているが「輸入品」と言いつつ扱っているのはハリセンばかりである。
たかしさん
ななこの父親で、「ワタベグループ」の総帥。気障な性格と風貌の持ち主。序中盤は娘であるななこのために「ななこメカ」を製作し、終盤は最終ボスに騙される形でまなたちの前に立ちはだかる。しかし最終決戦ではまなたちにメカを供出する形で協力した。ななこの成長が楽しみで仕方ないらしい。
ゆうこ
ななこの母親（故人）。ゲームではたかしさんがななこについて「あの子はきっと死んだママのように美しくなる」と語ったセリフにおいて言及されたのみで、名前も出てこない。しかし、漫画版では名前と、肖像画によって風貌が判明する。風貌はまどかママそっくりであり、それを見たたかしさんがまどかママにゆうこの格好をさせ「再現」を試みてしまうほど。そのエピソードの中でまどかママはゆうこのことを「生き別れた双子の姉」と言っていた。
マルガリータ
ななこの飼っている猫。ななこからは「マルちゃん」と呼ばれている。イベントで最終ボスの手先に取り憑かれ凶暴化したこともある。
レポ太
まなと同級の少年で、幼稚園児ながらかなりの情報通。彼の情報に助けられることも多い。母親はワイドショーを主戦場に活躍するレポーター。
こころ
まなと同じ幼稚園に通う少女。ツインテール。一度すらすら喋る時もあるが、基本的には無口で、話す時も常に間を取る。キャラクターデザインを担当した須藤も「薄幸少女」と書いているが、家は「超」の付くほどの貧乏で、母親と共にあばら家に住む。ゲーム中では最大2回さらわれるイベントが発生する。父親は「お星様になった」とのこと。
こころママ
こころの母親。家で内職をしている。体が弱くかなり痩せており、やわらが押して動かせるほどである。
ゴジリン
まなと同じ幼稚園に通う少年。いわゆる「ガキ大将」で「ゴジリンズ」なる軍団を率いる。ごつい体格。こころに恋心を抱いており、当初は強引に迫っていたが後にこころを助けるために頑張る姿を見せるようにもなる。
ゴジママ
ゴジリンの母親で、肉屋を経営している。風貌はゴジリンに近い。かつては冒険家として世界を放浪しており、冒険家時代にはとあるイベントの解決の鍵となるアイテムを入手している。
カジオ
ゴジリンの一の子分といった少年。家は少しだけ金持ちで、性格はイヤミ。教育ママタイプの母親に悩まされるという一面も持つ。
ナッキー先生
「ぱいおにあ幼稚園」の教師で、まなたちの担任。アパートで1人暮らしをしている。教育に対してはかなり熱心。
園長先生
「ぱいおにあ幼稚園」園長。バスの運転を務めたりもする。笑い方が豪快。たまにアイテムをくれたりする。
園長先生の奥さん
上述の園長の妻。幼稚園で賄いの仕事をしつつ薬局を経営している。
ひろし
しゅんの友人。まなが密かに思いを寄せている相手。まなに対して優しい態度で接している。サッカーのキーパーを志す。サッカー仮面のことを「かっこいい」と思っているらしい。
エップ君
ななこ親衛隊である「ななこ隊」の一員。その割にはまなたちに協力的でよくななこがらみの情報をリークしてくれる。
みゆきさん
ナッキー先生と同じアパートで暮らしている。雰囲気の暗い女性だが、実は仕事先では非常に明るい（ゲーム中では明確には語られていないが示唆する描写がある）。イベントで本屋のにーちゃんと付き合っていることが明かされる。
本屋のにーちゃん
商店街にある本屋に勤める青年。長髪を後で縛ったミュージシャン風の外見。みゆきさんとの付き合いが判明するイベントで最終ボスの手先に取り憑かれてモンスター化するが、まなたちの手で元に戻る。
一郎 - 五郎
「バイヤー」と称し、戦闘後に手に入る「モンスターの牙」「王冠」「クズ鉄」「ヒヨコ」「ちょうちょ」をそれぞれ便利なアイテムに交換してくれる。特に二郎が王冠と交換してくれる「連発花火」は超強力である。ただし、ちょうちょを交換する五郎にはフックロープを使わないと会えない。全員坊主頭にメガネで、五郎以外は関西弁。
ななこ隊
ななこの子分たち。髪の毛が尖っている。エップくん（見習い）、シッペくん、カッペくんなどがいる。ななこカッパー、ななこシルバー、ななこゴールド、ななこエリート、と階級がある。
ゴジリンズ
ゴジリンの子分たち。はにわの仮面をかぶっている。

### ゲストクラス
伊集院なるみ
この世界における人気アイドル。まなたちの住む「ごきんじょ」にあるデパートに営業に来るはずだったが何らかの理由で遅刻してしまう。その間の代役は変装したやわらが務めた。持ち歌に「渚のプリティーエンジェル」がある。
まなこ
江戸時代と思われる頃の冒険隊のリーダーで、まなそっくりの風貌。ですます口調。冒険隊（メンバーはそれぞれシクシク、やわら、ドクター、ロレンスのそっくりさん）を率いて悪意と戦っていたが力尽き、彼女たちにとっては未来人であるまなたちを呼び寄せ、助けを求めた。

### ボス関係
黒い影
最終ボスの手先とも言うべき存在。派生バージョンが何種類かいる。自ら戦うこともあれば生物などに取り憑くこともある。口癖は「覚えておきなよ。僕たちは、いつだって、どこにだっているんだから。」。
アクムマシン
イベントでまなの元に送られた刺客的存在の機械。まなに家族に見放され傷つけられるという悪夢を見せ、精神的に再起不能寸前まで追い込む。しかし仲間の励ましで立ち直ったまなの敵ではなかった。
悪意のしもべA&B
9月に登場する2人組。太極図に手足がついたような外見。中ボスのような雑魚のような存在。Bが兄。
悪意の分身
最終ボス戦の直前に戦うことになる相手。たかしさんの秘書として彼をだますなど、工作員的な立場で自陣営のために活躍する。実はある場所にある赤電話で4月の段階から会話できたりするが、その時点では顔は分からないままである。人間体は若い女性のような外見で、目の描写が他のキャラクターとやや異なる（彼女と同じ形の目をしているのは他には「人魚さん」のみ）。
悪意の本体
最終ボス。人間の悪い心をエネルギーとして成長した存在で、「この世に悪い心、悪の花を咲かせに来た」とのこと。過去にも何度か現れたことがあるらしく、江戸時代らしき頃の冒険隊と対決したこともある。見た感じでは少年のような雰囲気。戦闘では初めにまなたちの戦意を喪失させるために、やわらの姿をした「裏切り」、ひろしの姿をした「憎しみ」、まどかママの姿をした「絶望」を相手としてぶつけてきて、その後に彼自身との対決となる。
黒田洋介
条件を満たすと入ることができる、特定の場所で戦える裏ボス。強力なビームを撃って攻撃してくる。一旦倒しても何度でも戦える。

## イベント一覧
※があるイベントは必ず発生する。それ以外は主人公の能力によって発生の有無が変わってくる。
- 4月6日 ※神様に会っちゃった
- 4月7日 ※ごきんじょ基地、完成です
- 4月14日 ※泣き虫クン、こんにちは！
- 4月21日 ※シクシク君の宝物
- 4月28日(A) 肉屋さんへGO！
- 4月28日(B) 柔道一直線だぁい！
- 5月5日 ※サッカー仮面J見参！
- 5月12日 ピクニック・パニック
- 5月19日(A) 四角い頭を丸くしよう！
- 5月19日(B) カニカニ合戦！
- 5月26日 工事現場を守れ！
- 6月2日 こころちゃん、ピーンチ！
- 6月9日 ※ひろし君ラブリィ♡
- 6月16日 おゆうぎ会はデンジャラス
- 6月23日 こころちゃん大ピーンチ！
- 6月30日 ※ああ、麗しのロレンス君
- 7月7日 ※七夕で愛のキューピッド！
- 7月14日 やわらちゃん、偽者事件
- 7月21日(A) トラブル・イン・サマー・ビーチ おばあちゃん編
- 7月21日(B) トラブル・イン・サマー・ビーチ 民宿編
- 7月28日 ※冒険隊最大の危機
- 8月4日 なんてたってアイドル
- 8月11日(A) 冒険隊、西へ！
- 8月11日(B) 過去へ
- 8月18日 狙われたサッカー仮面J
- 8月25日 ゆずの悲恋ってやつ？
- 8月25日（夜） ※引っ越しなんて聞いてない！
- 9月1日 ※ななこ改心する
- 9月8日(A) 瓶の中のメッセージ
- 9月8日(B) ゴジリンズの本拠地
- 9月15日 ※よみがえった悪意
- 9月22日 ※良い心。悪い心。絶望。希望。悪意。勇気。
- 9月某日 ※さよならごきんじょ冒険隊